# جبل صبيح
جبل صبيح هو جبل يقع بين 3 قرى فلسطينية هي، قبلان ويتما وبيتا، جنوب نابلس. وتعود ملكية الجبل لفلسطينيين من القرى الثلاث، ويعتر الجبل امتداداً طبيعياً لسلسلة الجبال الساحلية في مدينة نابلس ويتبع الجبل ايضاً لسلسلة جبال نابلس ضمن جغرافيا نابلس. ويبلغ إرتفاع قمة جبل صبيح 570 متراً وهو يأتي ضمن أعلى القمم في مدينة نابلس.

## التاريخ الحديث والمعاصر
يعتبر جبل صبيح منطقة زراعية تتبع لسكان من قرى جنوب نابلس. ويقع في حوض قبلان جنوب نابلس.

## الاستيطان
سقطت أراضي الضفة الغربية في يد الاحتلال بعد حرب النكسة عام 1967. وتم الاستيلاء على قمة الجبل وتسوية من 3 إلى 5 دونمات من مساحة الأراضي هناك لإقامة نقطة عسكرية، تزامنا مع شق طريق «عابر السامرة» خلال العام 1984، «لحماية العاملين في الشارع حينها ومراقبة الطريق». وبعد ذلك غادروا النقطة مع انتهاء العمل بالشارع، ليعاودوا احتلالها خلال الانتفاضة عام 1987. ومع انتهاء الانتفاضة أخليت النقطة، ليعاود الجنود أحتلال قمة الجبل خلال انتفاضة عام 2000. وخلال عام 2018 بدأ المستوطنون الإسرائيليون بالشروع في إقامة البؤرة الاستيطانية، وأقاموا حينها أربعة كرفانات، وأطلقوا عليها اسم قرية أفيتار.